# Ignaz von Törring
Ignaz Felix Graf von Törring-Jettenbach (* 28. November 1682 in Jettenbach; † 18. August 1763 in München) war ein bayerischer Feldmarschall und Außenminister.

## Leben
Er entstammt der Familie der Grafen von Törring-Jettenbach. 1698 schloss er seine Gymnasialstudien am Jesuitengymnasium München (heute Wilhelmsgymnasium München) ab und studierte anschließend Jura an der Universität in Salzburg.
Ignaz Graf von Törring-Jettenbach begann seine Karriere als Adjutant des Kurfürsten Maximilian II. Emanuel und nach dessen Tod ab 1726 war er einer der Konferenzminister und Außenminister des Kurfürstentums Bayern sowie erster Berater und guter Freund des bayerischen Kurfürsten Karl Albrecht, des späteren Kaisers Karl VII. 1737 war er Gesandter in Paris und 1741 bis 1745 nach Karl Albrechts Kaiserkrönung dessen leitender Minister. 
Im Österreichischen Erbfolgekrieg (1740–1748) bestärkte Toerring den Kurfürsten in seinem expansionistischen Kurs, entgegen dem Rat des Ratskanzlers Franz Xaver Josef von Unertl. Im Verlauf des Krieges war Törring, obwohl mehr Politiker als Feldherr, ab 1741 als Oberbefehlshaber der bayerischen Truppen gegen Maria Theresia eingesetzt. Er zählte damit zu den wenigen kaiserlichen Generalen, die für die Wittelsbacher kämpften. Schon 1742 musste er nach Niederlagen das Kommando auf Druck Frankreichs abgeben, als Grund diente jedoch ein Augenleiden. Dennoch mangelte es nicht an Spott, wonach er sich häufig mit einer Trommel vergleichen lassen musste, „weil man von ihm nur hörte, wenn er geschlagen wurde“. 
Als Vertreter der Großmachtpolitik Bayerns und Freund Frankreichs war sein erklärtes Ziel als Außenminister das von ihm nie ganz erreichte Zusammengehen Bayerns mit Frankreich. 1753 wurde er als Außenminister gestürzt.
In München ließ Ignaz Felix Graf von Törring-Jettenbach 1747 bis 1758 von Johann Baptist Gunetzrhainer das Palais Toerring-Jettenbach erbauen.

## Bier
Heute trägt das Graf Ignaz Premium Pilsner-Bier der Bayerischen Graf zu Toerring-Brauereien den Namen und sein Porträt auf dem Etikett.